# 이치몬지 야타로
이치몬지 야타로(一文字弥太郎, 본명: 나기리 가쓰노리 名切勝則, 1959년 3월 17일 ~ 2022년 2월 18일)는 일본 히로시마현에서 활동한 라디오 진행자, 로컬 연예인, 방송 작가, 기업가이다.
히로시마현 미하라시에서 태어나 히로시마현립 미하라히가시 고등학교와 교토 산업대학 경제학부를 졸업했다. 1985년 텔레비전 방송국의 카메라 보조 등의 아르바이트 등으로 방송 일을 시작했다. 1987년 주고쿠 방송의 《비시비시 바시바시 란란 라디오》의 라디오 진행자를 맡아 10년 반동안 진행을 했다.
2021년까지 본명·출신지·출신 학교 등을 공개하지 않았다. 본명으로 일본 방송작가협회 주고쿠지부장을 맡았다. 한편 2017년부터 음식점인 이리간 카페텐(イリガン珈琲店)을 운영했는데, ‘이리간’은 그의 본명 나기리(Nagiri)를 거꾸로 읽은 것이다.
2022년 1월 중순 코로나19에 감염되어 입원중 2월 18일 합병증인 세균성 폐렴으로 사망하였다. 3월 27일 히로시마시 니시구민 문화센터에 추모 광장이 설치되었다.